# Oregon
Oregon (anglická výslovnost  [ˈɔːrᵻɡən]IPA, oficiálně State of Oregon) je stát nacházející se na západním pobřeží Spojených států amerických, v oblasti pacifických států v západním regionu USA. Oregon hraničí na severu s Washingtonem, na východě s Idahem a na jihu s Nevadou a Kalifornií. Západní ohraničení státu tvoří Tichý oceán.
Se svou rozlohou 254 806 km² je Oregon devátým největším státem USA, v počtu obyvatel (4,1 milionů) je 27. nejlidnatějším státem a s hodnotou hustoty zalidnění 16 obyvatel na km² je na 39. místě. Hlavním městem je Salem se 170 tisíci obyvatel. Největšími městy jsou Portland s 630 tisíci obyvateli, dále Eugene (160 tisíc obyv.), Gresham (110 tisíc obyv.), Hillsboro (100 tisíc obyv.) a Beaverton (100 tisíc obyv.). Oregonu patří 476 km pobřeží Tichého oceánu. Nejvyšším bodem státu je vrchol Mount Hood s nadmořskou výškou 3429 m v Kaskádovém pohoří. Největšími toky jsou řeky Columbia, jež tvoří část hranice s Washingtonem, a Snake, která vytváří část hranice s Idahem.
Poprvé se Evropané k oregonským břehům dostali v roce 1543, podrobně však bylo pobřeží prozkoumáno až na konci 18. století, kdy se začalo používat i jméno Oregon, které je neznámého původu. Do oblasti se na přelomu 18. a 19. století dostávali průzkumníci a lovci z francouzské Kanady, velké pozemní expedice však byly britské a americké. Území si proto začaly nárokovat jak Spojené státy, tak Spojené království. Od roku 1819 se obě mocnosti dohodly na společné správě regionu, který získal název Oregon Country a který začal být postupně pomalu osídlován. Definitivně oblast získaly v roce 1846 Spojené státy, které zde o dva roky později zřídily Oregonské teritorium. Oregon se 14. února 1859 stal 33. státem USA.

## Historie
Lidé obývají území, kde se dnes rozprostírá Oregon, už 15 tisíc let. Ve zdokumentované historii existují o tomto území první zmínky z 16. století. V 18. a 19. století o území vedly spor nejprve evropské velmoci, později se přidaly i Spojené státy. V roce 1846 se konečně USA dohodly s Velkou Británií o rozdělení regionu a v roce 1859 se Oregon stal státem USA. Nyní zde žije přes 3,5 milionu obyvatel.

### Původní osídlení
Lidské osídlení severozápadu USA začalo před patnácti tisíci lety s nejstaršími důkazy v jeskyních Fort Rock a Paisley v okrese Lake County. Archeolog Luther Cressman zjistil, že důkazy jsou 13 200 let staré. Okolo roku 8 000 př. n. l. zde existovalo mnoho osad, soustředěných především okolo toku řeky Columbie a pobřeží Tichého oceánu.

### Evropské prozkoumání
V 16. století bylo území domovem četných indiánských skupin. Prvními, kdo jej prozkoumal, byli Španělé na konci 17. století. V roce 1778 prozkoumal britský cestovatel James Cook tichooceánské pobřeží Oregonu.

### Americká expanze na západ
Kromě Jamese Cooka navštívili oblast také Lewis s Clarkem, kteří zde postavili zimní pevnost Fort Clatsop na břehu řeky Columbie. Oregon byl také prozkoumán dalším britským průzkumníkem, Davidem Thompsonem.
V roce 1811 se Thompson, který pracoval pro Severozápadní společnost, stal prvním Evropanem, který znal celou trasu řeky Columbie. Na soutoku s řekou Snake se zastavil, aby poslal dopis s požadavkem o přidělení území Velké Británii a Severozápadní společnosti. Po návratu do Montrealu, kde bydlel, oznámil, že v oblasti žije mnoho kožešinové zvěře.
V tomtéž roce se newyorčan John Jacob Astor rozhodl, že postaví při ústí Columbie do oceánu pevnost Fort Astoria, která bude využívána jako západní základna jeho společnosti Pacific Fur Company, která obchodovala s kožešinou. Pevnost se stala prvním stálým evropským osídlením v Oregonu.
O rok později, při britsko-americké válce, se Britové zmocnili všech základen společnosti Pacific Fur Company. Dohoda z roku 1818 rozhodla o tom, že budou Britové a Američani společně vlastnit území západně od Skalnatých hor až k pobřeží Pacifiku. Ve dvacátých a třicátých letech 19. století dominovala oblasti Společnost Hudsonova zálivu, která ji ovládala ze svého sídla v pevnosti Fort Vancouver.
V roce 1841 zemřel zkušený lovec a podnikatel Ewing Young a zanechal po sobě velké bohatství, ale žádného dědice. Po jeho pohřbu se tak konalo důležité jednání o jeho majetku. Soudcem měl být Ira Babcock z metodistické misie, která ležela v Oregonu. Nejprve se konala dvě jednání v Champoegu, kde se diskutovalo o obavách z vlků a dalších nebezpečných zvířat. O rok později pak začalo jednání všech osadníků v Oregonu s hlavními komisaři Davidem Hillem, Alansonem Beersem a Josephem Galem. Tato setkání byla prvními pokusy o politická jednání v Oregonu před tím, než proběhlo připojení ke Spojeným státům.
Téhož roku Sir George Simpson, guvernér Společnosti Hudsonova zálivu, zastavil politiku společnosti, která byla proti migraci osadníků do Oregonu, protože zjistil, že odporuje plánům lukrativního prodeje kožešin. Nechal tedy přestěhovat okolo dvou set osadníků z kanadské kolonie Red River v Manitobě do farem v okolí pevnosti Fort Vancouver. Proběhla tak expedice Jamese Sinclaira.
V letech 1842 a 1843 přivedla do Oregonu mnoho nových osadníků Oregonská stezka. Chvíli to vypadalo, že budou USA a Británie válčit potřetí za 75 let, dohoda o hranici proběhla ale v míru. V roce 1846 se v Oregonské dohodě obě strany dohodly na tom, že hranice mezi Spojenými státy a Britskou Severní Amerikou budou na 49. rovnoběžce, kde leží například záliv Semiahmoo Bay.
Osazování se zvýšilo v roce 1850 díky dotacím půdy od Spojených států po přemístění původních obyvatel do indiánských rezervací.

### Po připojení ke Spojeným státům
Oregon byl připojen k Unii 14. února 1859. Za americké občanské války byly vojenské jednotky, které zde sloužily, poslány na východ. V Kalifornii probíhal nábor dobrovolnických kavaleristů, kteří se později přesunuli do Oregonu, aby tam udržovali mír. 1. Oregonská kavalerie zde sloužila až do roku 1865.
V osmdesátých letech devatenáctého století se rozšíření železnic do Oregonu podílelo na lepším obchodu se dřevem a pšenicí a na růstu oregonských měst.

### 20. a 21. století
V roce 1902 začal v Oregonu systém přímé demokracie, zvaný Oregonský systém. Občané rozhodují prostřednictvím referend.
Rozmach průmyslu zažil Oregon ve třicátých letech dvacátého století, po výstavbě Bonnevillovy přehrady na řece Columbii. Hydroenergie, potraviny a dřevo z Oregonu pomáhaly zásobovat vývoj průmyslu na západě USA i přesto, že časté změny v americkém systému zraňovaly oregonskou ekonomiku.

## Přírodní poměry
Oregon je rozlohou devátý největší stát USA. Kromě dvou velikých řek Columbia a Snake se zde nachází i vysoké hory (nejvyšší Mount Hood - 3429 m) a pouště na severovýchodě. V Oregonu je národní park Crater Lake.
Osídlení je soustředěno v oblasti mezi oceánem a Kaskádovým pohořím, především v údolí řeky Wilamette. Tato část státu je poměrně bohatá na srážky, naopak oblast za Kaskádovým pohořím je suchá a řídce osídlená, protože vlhkost putující od oceánu je zablokována pohořím.
Hornatý povrch umožňuje provoz mnoha lyžařských středisek.

## Demografie
Podle sčítání lidu z roku 2010 zde žilo 3 831 074 obyvatel. Nejvíce obyvatel ze současných 3,5 milionů žije na severozápadě země v městských aglomeracích, naopak jihovýchod země je téměř neobydlen. Hlavním městem je Salem, ale největším městem je Portland. Dalším velkým městem je Eugene. Z přistěhovalců tvoří největší skupinu (přes 20 %) Němci.

### Rasové složení
- 83,6 % Bílí Američané
- 01,8 % Afroameričané
- 01,4 % Američtí indiáni
- 03,7 % Asijští Američané
- 00,3 % Pacifičtí ostrované
- 05,3 % Jiná rasa
- 03,8 % Dvě nebo více ras

Obyvatelé hispánského nebo latinskoamerického původu, bez ohledu na rasu, tvořili 11,7 % populace.

### Náboženství
Přes 75 % obyvatelstva jsou věřící, v drtivé převaze křesťané - protestanti.
- křesťané 75 %
  - protestanti 54 %
    - baptisté 6 %
    - luteráni 6 %
    - metodisté 4 %
    - presbyteriáni 3 %
    - episkopální církve 2 %
    - letniční 2 %
    - ostatní protestanti 31 %

  - římští katolíci 15 %
  - mormoni 5 %
  - ostatní křesťané 1 %
- jiná náboženství 1 %
- bez vyznání 24 %

## Průmysl
Průmyslový růst se na západ USA dostával s železnicí, do Oregonu je přivedla stavba přehrady Bonneville na řece Columbia v roce 1943.